# Panicum anabaptistum
Panicum anabaptistum är en gräsart som beskrevs av Ernst Gottlieb von Steudel. Panicum anabaptistum ingår i släktet vipphirser, och familjen gräs. Inga underarter finns listade i Catalogue of Life.